# クロアチアの国立公園

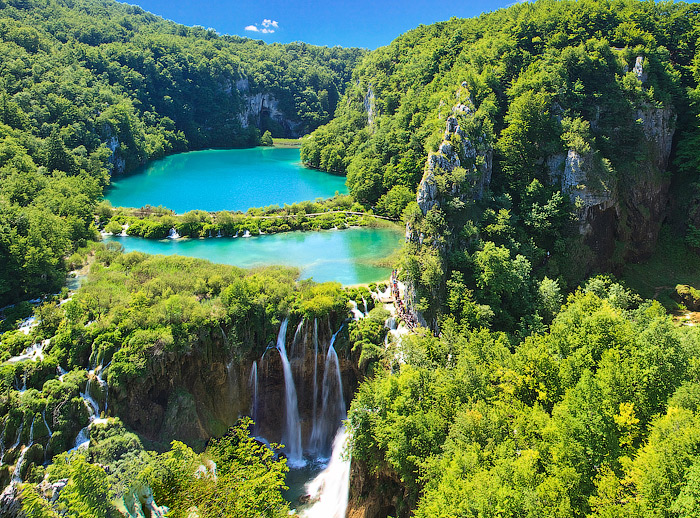
プリトヴィツェ湖群国立公園で。

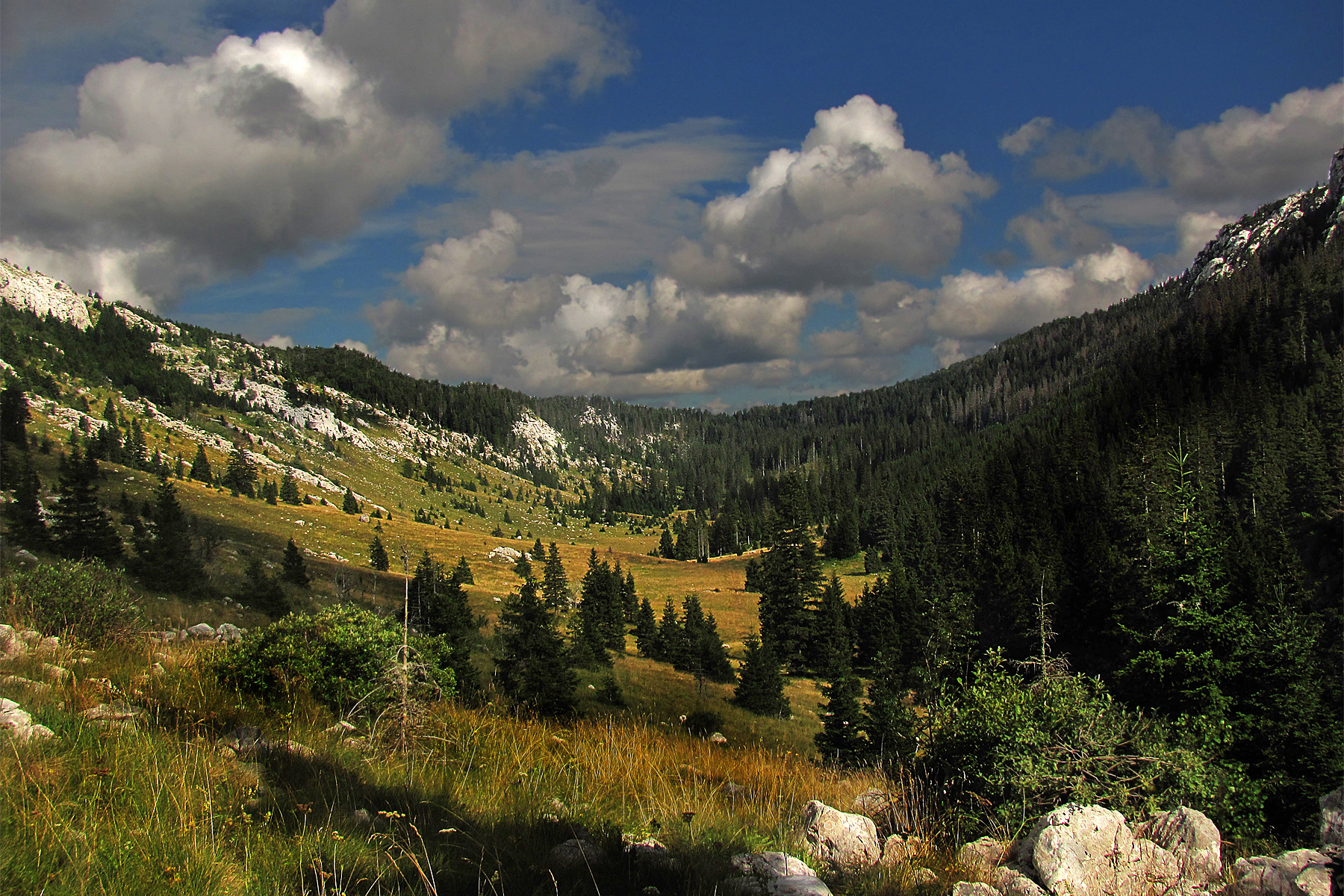
ヴェレビト山脈国立公園で。

クロアチアの国立公園（クロアチアのこくりつこうえん、クロアチア語：Nacionalni parkovi Hrvatske）では、クロアチアの国立公園に関して記述する。

## 概要
クロアチアには444の保護地域があり、国の9％を占めている。その中には、クロアチアの8つの国立公園、2つの厳正保護地域、11の自然公園が含まれる。クロアチアで最も有名な保護地域であり、最も古い国立公園は、ユネスコの世界遺産にも登録されているプリトヴィツェ湖群国立公園である。ヴェレビト山脈自然公園は、ユネスコの「人間と生物圏計画」の一部である。厳正保護地域、国立公園、自然公園は中央政府によって管理および保護されており、その他の保護地域は郡によって管理されています。2005年には、EU加盟の準備とナチュラ・ネットワーク（Natura 2000）への参加の最初のステップとして、国立環境ネットワークが設立された。
国内のすべての国立公園の総面積は、994平方キロメートルに達し、そのうち235平方キロメートルは海面である。
各国立公園は自然保護・空間開発機構により監督され、維持されている。各州の自然保護研究所は、一元化された監視と専門知識を提供する。

## 一覧
以下に、クロアチアの国立公園を、その名称またはその元になった関連日本語記事があるものを中心に、あいうえお順に列挙する。
- ヴェレビト山脈国立公園
- クルカ川国立公園
- プリトヴィツェ湖群国立公園
- ブリユニ国立公園
- ムリェト島国立公園

## 参照項目
- 国立公園
- クロアチアの世界遺産